# Blansko (hrad)
Blansko (německy Blankenstein) je zřícenina hradu, která se nalézá na stejnojmenném kopci v nadmořské výšce 545 metrů, severovýchodně od Ústí nad Labem na katastru vesnice Mírkov. Z vrcholku kopce je dobrý rozhled zejména k jihu a k jihozápadu do údolí Ryjického potoka a na řeku Labe. Hrad je chráněn jako kulturní památka České republiky.

## Historie
Oblast byla pravděpodobně osídlena již ve druhé polovině 13. století, i když první zmínky o hradu pocházejí až z roku 1401. Hrad byl většinou v držení Vartenberků. První známý majitel, Václav z Vartenberka, byl stoupencem Zikmunda Lucemburského, a proto byl hrad v roce 1402 dobyt vojskem přívrženců krále Václava IV. Václav z Vartenberka však získal hrad ještě téhož roku zpět a držel ho až do své smrti (pravděpodobně roku 1407). Další majitele neznáme, ale zřejmě patřili k odpůrcům Václava IV. Roku 1416 proto hrad dobylo královské vojsko vedené Mikulášem Chudým z Újezda. Roku 1417 potom král Vrabinec zastavil Bohuši ze Zvěřince. Roku 1421 hrad získal Albrecht Šenk z Landsberka a přenechal ho míšeňským vévodům, jejichž posádka hrad ovládala až do roku 1426, kdy se hradu zmocnil Zikmund Děčínský z Vartenberka poté, co přešel na stranu husitů. Roku 1441 byl hrad v držení Jana z Vartenberka znovu obležen saským a lužickým vojskem, ale dobyt nebyl.

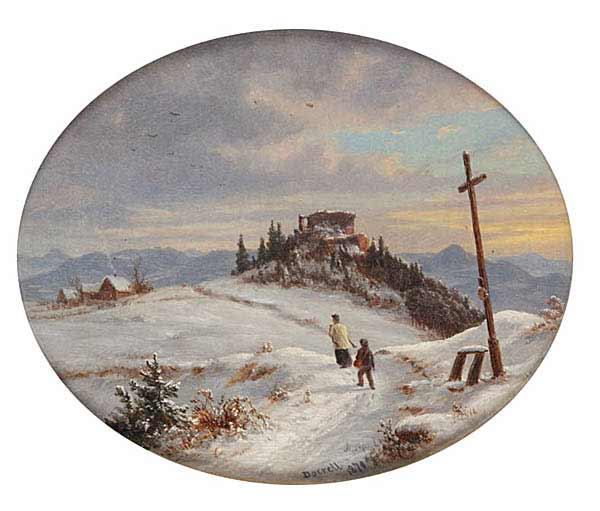
Obraz Zimní krajina se zříceninou hradu Blansko od Ernsta Gustava Doerella z roku 1870

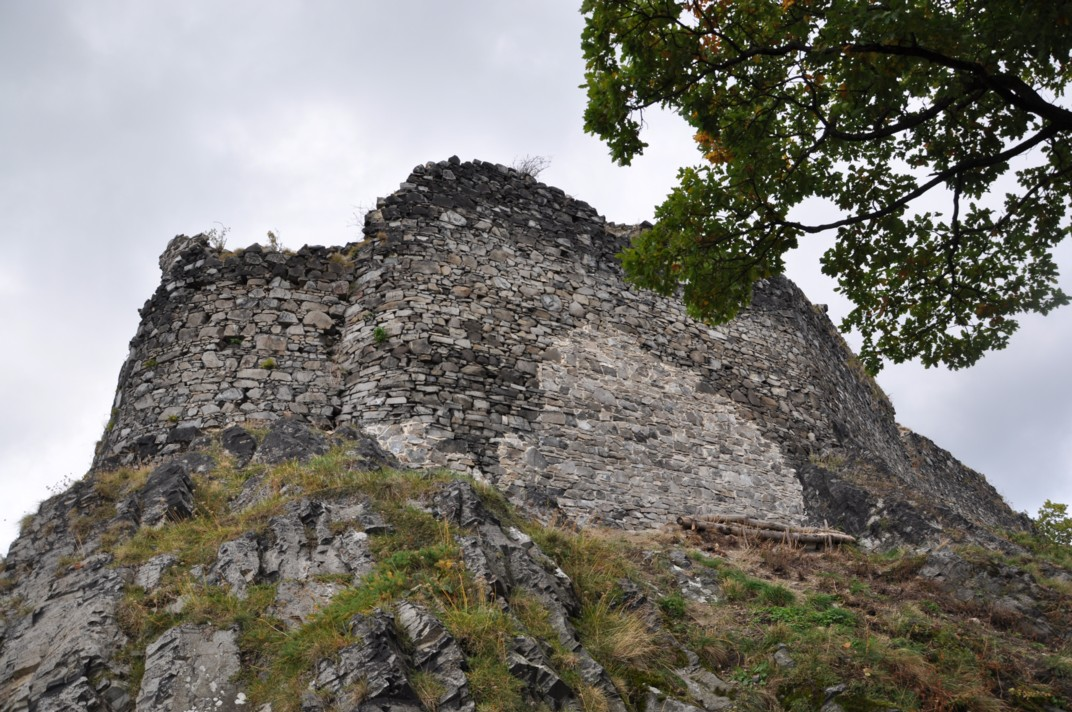
Bašta v jihozápadním nároží

Roku 1527 jej koupil Jindřich z Bünau. Na hradě však v té době žil jen hejtman s posádkou. Po roce 1585 prošel renesanční úpravou opevnění. Začátkem 17. století sloužil jako vězení. Roku 1628 jej Günter z Bünau prodal Kryštofu Šimonovi z Thunu, který hrad připojil ke krásnobřezenskému panství a hrad zpustl.
Na počátku 21. století byl hrad v majetku společnosti Lesy ČR, od které je získala obec Ryjice. Od té doby probíhají práce s cílem zabezpečit dochované pozůstatky zdiva, které by měly být dokončeny do roku 2020.

## Stavební podoba
Hradní jádro bylo oválné. Z pravidelného obvodu vystupovaly dvě okrouhlé, dovnitř otevřené bašty, mezi kterými se nacházel palác. Dochovala se pouze bašta na severovýchodní straně. Na západní straně stála před hradbu předsazená hranolová cisternová věž.
Opevnění hradu zřejmě patří mezi rané pokusy o aktivní obranu, protože rozmístění bašt umožňuje jen částečné flankování přilehlých hradeb. Relikt, považovaný za renesanční bastion, je ve skutečnosti pozůstatkem mostnice, na kterou navazovala dřevěná část mostu ke čtverhranné branské věži. Nové výzkumy dokládají, že hradní areál byl dvojdílný a vlastním jádrem byla asi o pět metrů vyvýšená plocha, kde se podle starších plánů nacházel trojprostorový palác. Dnes se zde nachází vyhlídková plošina.
Na nejvyšším místě hradu byl v roce 1931 postaven vyhlídkový objekt, v jehož přízemí se nachází valeně zaklenutý prostor, který sloužil jako turistický přístřešek pro případ nepříznivého počasí.

## Pověsti
Na hradě Blansko sídlil prý kdysi zlý obr, který velkým prakem střílel na město Ústí nad Labem kamení a koše s jedovatými hady a jinými rozličnými způsoby škodil obyvatelům města. Tento obr se chodíval koupat do řeky Bíliny, avšak představení města si na něm vymohli, že musí město opustit ještě před večerním klekáním, jinak bude potrestán. Jednoho dne se obr opozdil a zůstal ve městě ještě po zazvonění večerního zvonu z kostela Nanebevzetí Panny Marie. Rozzlobení měšťané, kteří se již dlouho chtěli obtížného souseda zbavit, se na milého obra vrhli a utloukli ho.